# Watermark (아트 가펑클의 음반)
| 전문가 평가   | 전문가 평가 |
| 평가 점수     | 평가 점수   |
| 출처          | 점수        |
| ------------- | ----------- |
| Allmusic      | [ 1 ]       |
| Rolling Stone | (Positive)  |

《Watermark》는 1977년 10월 25일, 컬럼비아 레코드에서 발매된 아트 가펑클의 세 번째 솔로 스튜디오 음반이다. 첫 번째 싱글 〈Crying in My Sleep〉은 차트에 오르지 못했지만, 후속 버전인 〈(What a) Wonderful World〉(가펑클의 오랜 파트너 폴 사이먼과 상호 친구 제임스 테일러의 하모니 보컬)는 빌보드 핫 100 차트 17위, 어덜트 컨템포러리 차트 1위에 올랐다. 〈Watermark〉와 〈Paper Chase〉는 이전에 리처드 해리스가 그의 음반 《A Tramp Shining》과 《The Yard Went On Forever》에서 공연한 적이 있다.

## 배경
《Watermark》는 얼마 지나지 않아 폐암으로 사망한 전설적인 색소폰 연주자 폴 데즈먼드의 마지막 녹음 세션으로 주목받고 있다. 가펑클의 여자친구인 여배우 로리 버드가 음반 커버의 사진을 만들었다. 음반에 앞서 발매된 싱글 〈Crying in My Sleep〉의 일부 홍보 카피는 이 음반을 《Art Garfunkel》이라고 언급했으며, 이는 가펑클이 처음에 음반을 자체 타이틀로 계획했음을 시사한다.

## 곡 목록
모든 곡들은 특별한 언급이 없는 한 지미 웨브에 의해 작사/작곡하였다.
| #  | 제목                       | 재생 시간 |
| -- | -------------------------- | --------- |
| 1. | 〈Crying in My Sleep〉     | 4:06      |
| 2. | 〈Marionette〉             | 2:36      |
| 3. | 〈Shine It on Me〉         | 3:26      |
| 4. | 〈Watermark〉              | 2:59      |
| 5. | 〈Saturday Suit〉          | 3:16      |
| 6. | 〈All My Love's Laughter〉 | 3:56      |

| #   | 제목                           | 작사·작곡                     | 재생 시간 |
| --- | ------------------------------ | ----------------------------- | --------- |
| 7.  | 〈(What a) Wonderful World〉   | 허브 앨퍼트, 샘 쿡, 루 애들러 | 4:43      |
| 8.  | 〈Mr. Shuck'n Jive〉           |                               | 4:48      |
| 9.  | 〈Paper Chase〉                |                               | 2:37      |
| 10. | 〈She Moved Through the Fair〉 | 민요                          | 2:45      |
| 11. | 〈Someone Else (1958)〉        |                               | 2:19      |
| 12. | 〈Fingerpaint〉                |                               | 3:55      |
| 13. | 〈Wooden Planes〉              |                               | 3:13      |